# Equus ferus
Equus ferus é uma espécie do género Equus, que inclui as subespécies: cavalo doméstico moderno (Equus ferus caballus), o cavalo selvagem eurasiático extinto no final do século XIX, conhecido como tarpan (Equus ferus ferus), e o cavalo de Przewalski (Equus ferus przewalskii), um táxon selvagem ainda existente mas que se encontra extinto na natureza.

## Nomenclatura

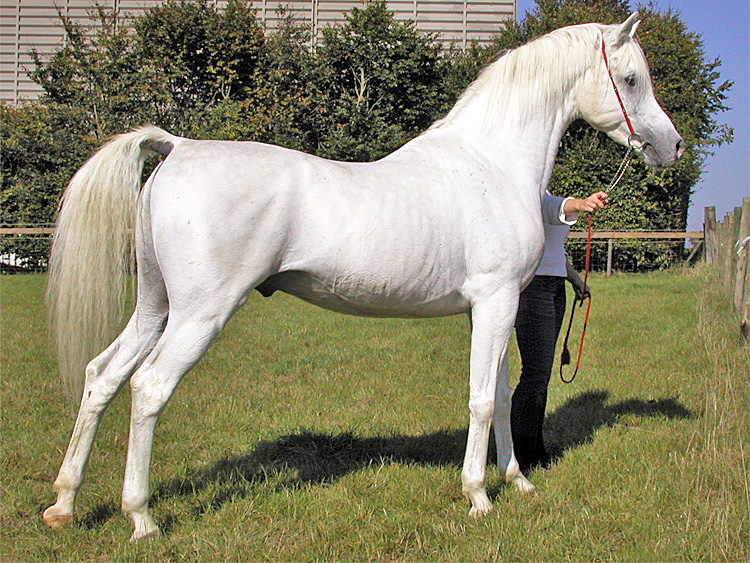
Um cavalo doméstico (Equus ferus caballus).

O tarpan foi descrito pela primeira vez por Johann Friedrich Gmelin em 1774. Gmelin tinha visto os animais em 1769 na região de Bobrovsk, perto de Vorónezh. Em 1784 Pieter Boddaert denominou o taxon Equus ferus, baseando-se na descrição de Gmelin. O último tarpan morreu no zoológico de Moscovo em 1875. Sem conhecer o trabalho de Boddaert, Otto Antonius publicou o nome de Equus gmelini em 1912, de novo referindo-se às descrições de Gmelin.

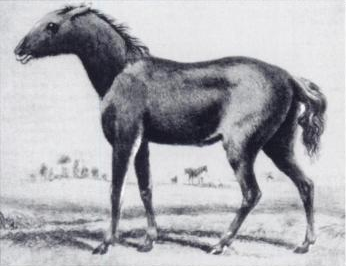
Um tarpan (Equus ferus ferus), taxon extinto do qual descende o cavalo doméstico.

O cavalo doméstico, chamado Equus caballus por Lineu em 1758, descende do tarpan. No entanto, em uma aplicação estrita das normas do Código Internacional de Nomenclatura Zoológica, o tarpan foi chamado E. caballus ferus.
Em 2003, a Comissão Internacional de Nomenclatura Zoológica emitiu uma norma, conhecida como Opinião 2027, que estabeleceu uma excepção ao princípio de prioridade dos nomes científicos, de forma que prevalecessem os nomes das subespecies selvagens de 17 espécies domésticas, e assim fosse evitado o paradoxo de que as linhagens mais antigas fossem nomeadas como subespecies de seus descendentes domésticos. Entre os taxons compreendidos estavam os cavalos, cujo nome científico para a espécie, englobando a cavalos domésticos e selvagens, é Equus ferus; sendo denominados os cavalos domésticos E. f. caballus, o tarpán E. f. ferus e o cavalo de Przewalski E. f. przewalskii.

## Distribuição geográfica

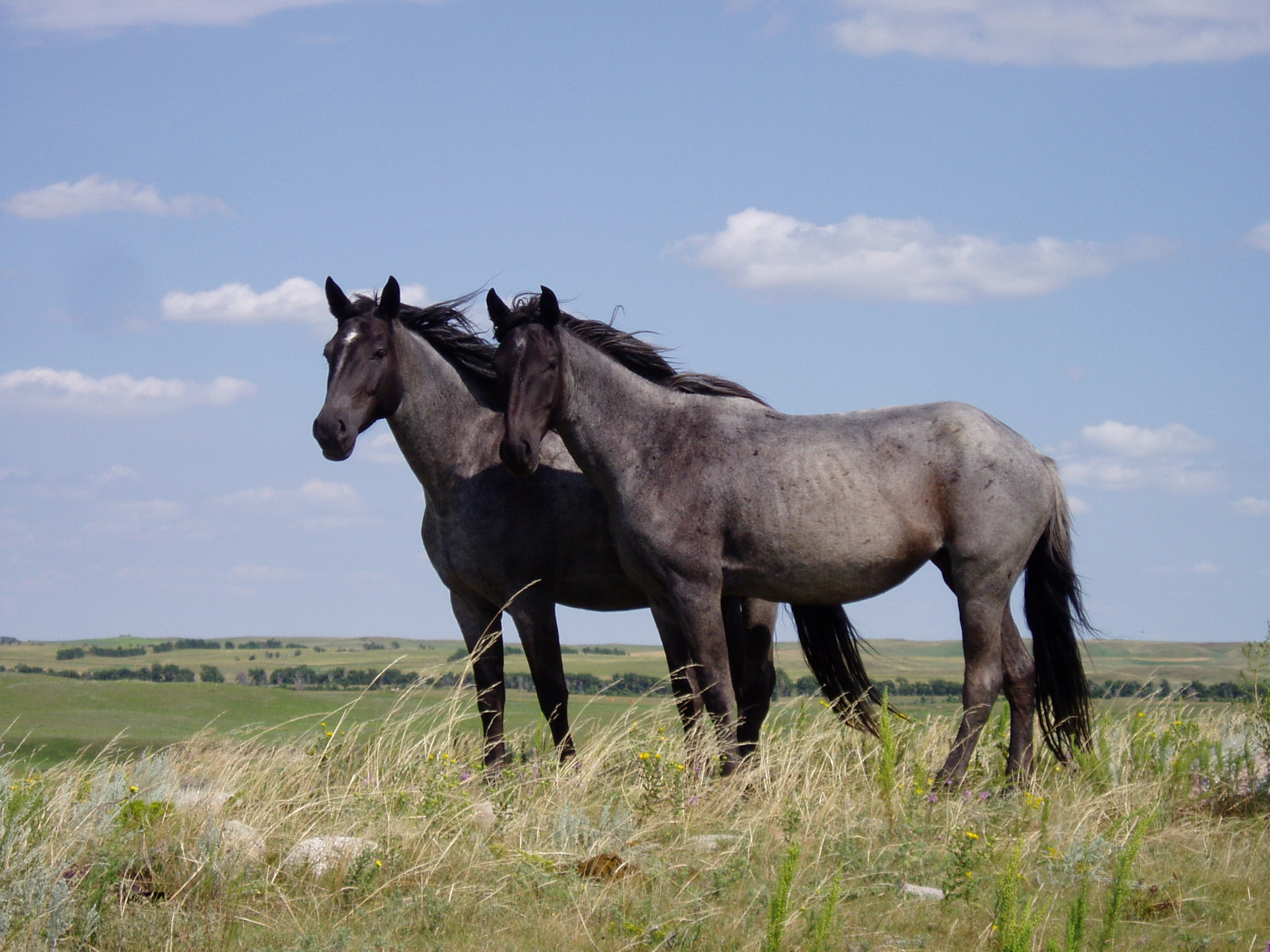
Dois cavalos selvagens em uma pradaria.

Eles geralmente são adaptados para abrir terreno, como planícies, savanas, florestas temperadas e tropicais, tundras, taigas, campos, prados, estepes, montanhas e desertos.
Desde o Pleistoceno, os cavalos viviam em toda a Eurásia, atualmente só tem na Mongólia em estado selvagem, mas em estado semi selvagem, os cavalos selvagens vivem em toda a Eurásia, América, Oceânia (Austrália) e África.

## Taxonomia

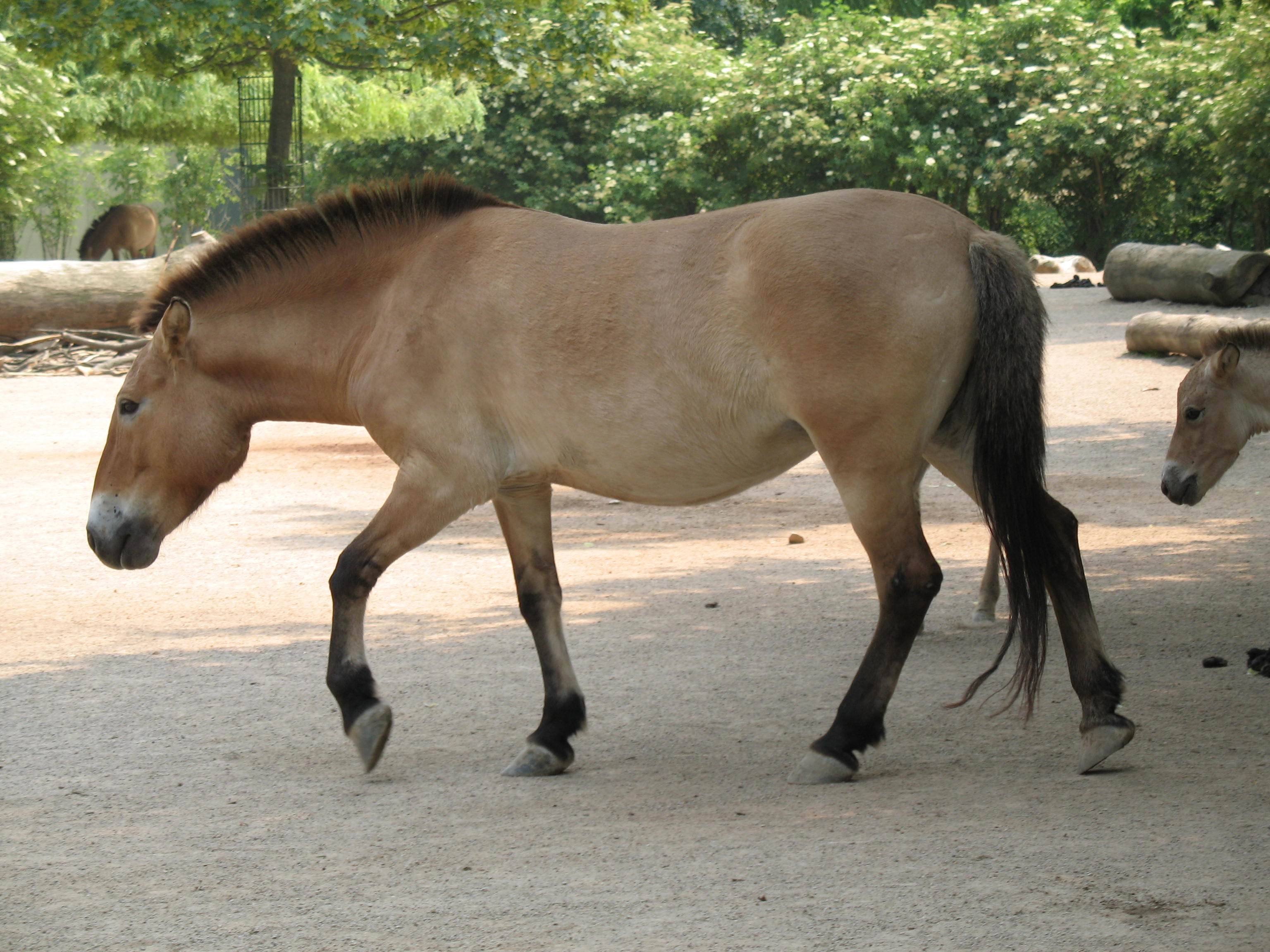
Um cavalo de Przewalski (Equus ferus przewalskii), taxon selvagem ainda existente embora muito ameaçado.

Diversos estudos têm sido realizados, entre as duas subespecies viventes desta espécie.
Um estudo molecular do ano 2009, utilizando DNA antigo (recuperado de restos paleontológicos) situa o cavalo de Przewalski na mesma espécie que o tarpan, e portanto do cavalo doméstico. Posteriores análises de DNA mitocondrial sugeriram que o cavalo Przewalski e o tarpan separaram-se há cerca de 160.000 anos. O cariotipo do cavalo de Przewalski possui um par de cromossomos a menos que o cariotipo do cavalo doméstico, seja pela fissão do cromossomo 5 do cavalo doméstico no cavalo de Przewalski ou fusão dos cromosomas 23 e 24 do cavalo de Przewalski no cavalo doméstico. Em comparação, as diferenças cromossômicas entre os cavalos domésticos e as zebras incluem numerosas variações. Quanto ao cavalo de Przewalski, sabe-se que tem o número de cromossomos diploides mais alto dentre todas as espécies equinas. O cavalo de Przewalski pode cruzar com o cavalo doméstico e produzir descendência fértil (de 65 cromossomos).